# Rouffilhac
 Rouffilhac  es una comuna y población de Francia, en la región de Mediodía-Pirineos, departamento de Lot, en el distrito y cantón de Gourdon.
Su población en el censo de 1999 era de 143 habitantes.
Está integrada en la Communauté de communes Haute Bourriane .

## Demografía
| 139 | 179 | 177 | 166 | 152 | 143 |
| Para los censos de 1962 a 1999 la población legal corresponde a la población sin duplicidades (Fuente: INSEE [Consultar]) |     |     |     |     |     |